# Vasilisc din Comana
Vasilisc din Comana (n. secolul al III-lea d.Hr., Amasya, Turcia – d. 308 d.Hr., Comana Pontica⁠(d), Provincia Tokat, Turcia) este un sfânt mucenic al Bisericii catolice și ortodoxe. A fost nepotul sfântului mucenic Teodor Tiron și a fost martirizat în timpul persecuției anticreștine a împăratului roman Galerius.

## Biografie
S-a născut probabil în a doua jumătate a secolului al III-lea în orașul Amasya din centrul nordic al peninsulei Anatolia a Imperiului Roman și era, potrivit unor surse, nepotul lui Teodor Tiron. Împreună cu Eutropiu și Cleonic, a propovăduit minunile săvârșite de unchiul său, Teodor Tiron, încercând să-i convertească pe păgânii din regiune la creștinism și dărâmând o statuie a zeiței Artemis. Au fost capturați de guvernatorul roman Asclepiodot, care a ordonat crucificarea lui Eutropiu și a lui Cleonic și l-a trimis pe Vasilisc la închisoare, unde a rămas mai mult timp. A avut acolo viziunea premonitorie a morții sale prin martiriu.
Vasilisc le-a cerut gardienilor să-l lase să se întoarcă în orașul natal pentru a-și lua rămas bun de la familia sa și, obținând acordul lor, a mers acasă și i-a anunțat pe părinții săi că va fi martirizat, cerându-le să păstreze credința creștină. Atunci când noul guvernator Agrippa a aflat de eliberarea lui Vasilisc, i-a pedepsit pe gardieni și a trimis câțiva soldați să-l caute și să-l aducă în lanțuri la închisoarea din Comana Pontica. Cu prilejul unui popas, soldații l-au legat de un copac și au plecat să mănânce la un han de pe marginea drumului. Chinuit de sete, Vasilisc s-a rugat lui Dumnezeu și, potrivit legendei, a apărut un izvor într-o stâncă de lângă el. Alertați de zgomot, soldații au ieșit din han și au văzut minunea, așa că l-au dezlegat.
Mai târziu, Vasilisc a fost adus în fața guvernatorului Agrippa, care a încercat să-l forțeze să aducă o jertfă zeilor romani în schimbul vieții sale. A refuzat, spunând că l-a lăudat pe Dumnezeu în fiecare oră a vieții sale și nu avea nevoie să facă sacrificii. S-a rugat cu tărie și, potrivit legendei, statuia zeiței Artemis din templul roman s-a prăbușit la pământ. În cele din urmă, guvernatorul roman a ordonat decapitarea lui Vasilisc și aruncarea trupului său în râu.
Este sărbătorit de Biserica Ortodoxă pe 3 martie, 16 martie și 4 iunie, iar de Biserica Catolică pe 3 martie și 22 mai.